# 建武式目
建武式目（けんむしきもく、建武式目条々）は、建武3年11月7日（南朝：延元元年/ユリウス暦1336年12月10日）、室町幕府の施政方針を示した式目である。足利尊氏の諮問に対し、明法家（法学者）の是円（中原章賢）・真恵兄弟らが答申するという形式で公布された。御成敗式目と合わせて貞建の式条と呼ばれる。

## 概要
鎌倉幕府滅亡後に開始された後醍醐天皇の建武の新政から成り行き上で離脱することになった足利尊氏は、南北朝時代の建武3年/延元元年（1336年）に湊川の戦いで新田義貞・楠木正成らを破り京都へ入り、施政方針を定めた建武式目を制定する。
尊氏は後醍醐天皇から三種の神器を接収して光明天皇を即位させ、2年後の暦応元年（1338年）に征夷大将軍に任命されて正式に武家政権を成立させた。
明法道（公家法の法学者）の家系である中原氏出身の是円（中原章賢）・真恵兄弟を中心に、藤原藤範、玄恵ら8人の答申の形で制定された。武家の基本法である御成敗式目に対して建武式目は武家政権の施政方針を示すもので、拘束力がある法令ではないとも、御成敗式目の改廃をともなう法令ではないともいわれている。
尊氏は政務を弟の足利直義に任せており、式目の制定には直義の意思があったとも指摘されている。また、太子信仰の風習から、聖徳太子の制定した十七条憲法に影響されたとも考えられている。鎌倉幕府の「御成敗式目」と並び戦国大名の分国法にも影響をあたえた。
構成は2項17条であり、
- 第1項に「鎌倉如元可為柳営歟、可為他所否事」という設問を提示し、それに対し、政道のよしあしは居所のよしあしによるのではなく為政者のよしあしによるものであると述べ[1]、鎌倉幕府の得宗専制以前の北条義時・北条泰時の施政を理想とし、足利幕府（室町幕府）が正統な後継者である事を示す。

- 第2項では、政道の理想は、万人の愁いを休めることこそ最も重要である[1]として、17条の条文において具体的方針を提示し、地方行政官である守護職は戦功よりも能力を重んじて任命することや、徳政令に関わる法令が多くを占める。また、南北朝時代の社会的風潮であった「ばさら」を禁止している。

本法以降に出された追加の法令は「建武以来追加」と称されるが、これは建武式目の追加という意味ではなく、建武年間以降に出された御成敗式目の追加という意味だとされることがある。